# Copiapoa fiedleriana
Copiapoa fiedleriana är en art inom randkaktussläktet och familjen kaktusväxter, som har sin naturliga utbredning i Chile.

## Beskrivning
Copiapoa fiedleriana är en tuvbildande, ljusgrön till grå, kaktus som blir 8 centimeter hög och 7 centimeter i diameter. Den har en kraftig rovformad rot. Själva huvudet är uppdelad i 13 åsar som är tydligt uppdelade i vårtor, och som blir upp till 1 centimeter höga. På vårtorna sitter 4 till 6 raka eller krökta taggar som blir upp till 3 centimeter långa. Taggarna är till en början rödbruna, men grånar med åldern. Blommorna blir 5 centimeter i diameter och är klargula i färgen.

## Synonymer
Echinocactus fiedlehanus K.Schum. 1903
Copiapoa totoralensis F.Ritter 1960
Copiapoa intermedia F.Ritter ex Backeb. 1962, nom. inval.